# Amietia inyangae
Amietia inyangae es una especie  de anfibios de la familia Pyxicephalidae.

## Distribución geográfica
Es endémica del este de Zimbabue y, posiblemente, en el adyacente Mozambique.

## Estado de conservación
Se encuentra amenazada de extinción por la pérdida de su hábitat natural.